# Epipygidae
Epipygidae (лат.) — семейство насекомых.

## Распространение
Неотропика. Обитают в тропических лесах в области, которая тянется вдоль побережья Центральной Америки, Колумбии и Венесуэлы и в горных районах выше 2600 м в некоторых участков, разбросанных в Андах и Бразилии.

## Описание
Глаза соприкасаются с пронотумом. Нимфы свободноживущие. Яйца чёрные.

## Систематика
3 рода.
- Eicissus Fowler, 1897
  - Eicissus decipiens Fowler, 1897
- Epipyga Hamilton, 2001
  - Epipyga cribrata (=Aphrophora cribrata Lethierry, 1890)
  - Eicissus tenuifasciatus (Jacobi, 1921)
- Erugissa Hamilton, 2001
  - Erugissa pachitea Hamilton, 2001